# كلوستريديوم السماد العضوي
كلوستريديوم فيميتاريوم أو كلوستريديوم ساكن الزبل أو كلوستريديوم زبلي أو كلوستريديوم السماد العضوي هو نوع من البكتيريا من فصيلة كلوستريدياسيا.